# Discovery Networks Canada
Discovery Networks Canada - przedstawiciel Discovery Communications w Kanadzie. Zarządzany bezpośrednio z USA. Nadaje 6 kanałów telewiyjnych każdy w dwóch niezależnych wersjach anglo i francuskojęzycznej.

## Kanały
- Discovery Channel
- Animal Planet
- Discovery Civilization
- Discovery Health
- Discovery Kids
- Discovery HD